# Načrtno po pomoti (TV-serija)
Načrtno po pomoti (izvirno Accidentally on Purpose) je ameriška komedija, ki jo je CBS predvajal med 21. septembrom 2009 in 21. aprilom 2010.
Zgodba se osredotoča na življenje filmske kritičarke Billie Chase (Jenna Elfman), ki se po grdem razhodu s fantom, ki je tudi njem šef odloči prepustiti avanturi za eno noč, z 10 let mlajšim moškim. Ko pa izzve, da je noseča se odloči, da bo otroka obdržala z nim pa tudi fanta s katerim ga je spočela.

## Sezone
| Sezone   | Epizode | Prvič predvajano na CBS             | Prvič predvajano na TV3              |
| -------- | ------- | ----------------------------------- | ------------------------------------ |
| 1.sezona | 18      | 21. september 2009 - 21. april 2010 | 18. oktober 2010 - 10. november 2010 |

### Prva sezona
Billie, ki je stara nekaj čez 30 let v baru spozna kuharskega mojstra Zacka, deset let mlajšega od sebe. Skupaj preživita vročo noč, in ko Billie izve, da je noseča, sklene da bo otroka obdržala. Z Zackom se odločita, da bosta živela skupaj kot prijatelja in s skupnimi močmi vzgajala otroka, kar pa je zaradi njune starostne razlike precejšen izziv.

## Glavni igralci
- Jenna Elfman - Billie Chase
- Jon Foster - Zack
- Ashley Jensen - Olivia
- Nicolas Wright - Davis
- Grant Show - James
- Lennon Parham - Abby Chase

## Nagrade in priznanja
/